# Whittlebury
Whittlebury är en ort och civil parish i Storbritannien.   Den ligger i grevskapet Northamptonshire i riksdelen England, i den södra delen av landet, 90 km nordväst om huvudstaden London. Whittlebury ligger 156 meter över havet och antalet invånare är 586.
Terrängen runt Whittlebury är huvudsakligen platt. Whittlebury ligger uppe på en höjd. Runt Whittlebury är det ganska tätbefolkat, med 160 invånare per kvadratkilometer. Närmaste större samhälle är Northampton, 19,2 km norr om Whittlebury. Trakten runt Whittlebury består till största delen av jordbruksmark.